# برنارد هوفمان
برنارد هوفمان (بالإنجليزية: Bernard Hoffman)‏ هو مصور أمريكي، ولد في 1913 في نيويورك في الولايات المتحدة، وتوفي في 1979.